# Manidae
Los mánidos (Manidae) son una familia de mamíferos folidotos conocidos vulgarmente como pangolines, de los que sólo sobreviven actualmente los pertenecientes al género Manis.

## Clasificación
- Familia Manidae
  - Subfamilia †Eurotamanduinae
    - Género †Eurotamandua

  - Subfamilia Maninae
    - Género †Cryptomanis
    - Género †Eomanis
    - Género †Necromanis
    - Género †Patriomanis
    - Género Manis

- Datos: Q9027425
- Multimedia: Manidae / Q9027425
- Especies: Manidae